# Pierre Omidyar
Pierre Omidyar, nome completo Pierre Morad Omidyar (in persiano پیر مراد امیدیار‎) (Parigi, 21 giugno 1967), è un imprenditore iraniano con cittadinanza francese naturalizzato statunitense, fondatore di eBay.
Diventato miliardario all'età di 31 anni, Omidyar e la moglie Pamela danno vita nel 2004 ad un'iniziativa filantropica fondando Omidyar Network in modo da poter finanziare non solo organizzazioni senza scopo di lucro ma anche iniziative imprenditoriali con finalità sociali.
Secondo Forbes, la sua fortuna personale è nel 2023 di 9 miliardi di dollari, ponendolo al 208º posto tra gli uomini più ricchi del mondo.

## Biografia
Nato il 21 giugno 1967 a Parigi da una famiglia di accademici iraniani, Pierre Omidyar si trasferisce negli Stati Uniti all'età di 6 anni. Il padre, Cyrus, era un rinomato medico che ha lavorato come chirurgo allo Johns Hopkins University Medical Center di Baltimora, la madre una linguista di fama internazionale con un dottorato alla Sorbona. Il giovane Pierre, insomma, cresce in un ambiente molto stimolante che di certo lo aiuta a sviluppare una certa predisposizione per l'informatica e la programmazione. Già all'età di 14 anni scrive il suo primo programma servito a catalogare il fondo librario della biblioteca della scuola media che frequenta. Studia alla Potomac School di McLean, in Virginia, quindi alla St. Andrew's Episcopal School di Potomac, Maryland, si laurea in informatica nel 1988 presso la Tufts University nei pressi di Boston, nel Massachusetts. Trova poi impiego in California, a Santa Clara, nella Claris, un ramo d'azienda della Apple.
Nel 1991 fonda insieme a tre amici Ink Development, una startup informatica trasformata poi nel sito ecommerce con il nome eShop e acquisita in seguito da Microsoft per meno di 50 milioni di dollari. Nel 1995 dà vita ad eBay (inizialmente chiamata AuctionWeb), primo sito al mondo di aste on-line. Il primo oggetto venduto sul sito per 14 dollari è un puntatore laser rotto. Omidyar si stupisce ma l'acquirente lo rassicura: era un collezionista e stava deliberatamente raccogliendo puntatori laser rotti. Nasce anche la storia, poi ripetuta spesso, che eBay sia stata fondata per aiutare la ragazza di Omidyar a vendere on line i distributori di caramelle dure Pez (diventate famose proprio per i loro caratteristici contenitori) di cui era collezionista. In realtà la storia è stata costruita nel 1997 da un esperto di pubbliche relazioni per incuriosire i media. Questo è quanto sostiene nel 2002 Adam Cohen nel suo libro The Perfect Store: Inside eBay e poi confermato anche da eBay.
Il primo dipendente di eBay è nel 1996 Jeffrey Skoll, un ingegnere canadese che sarà anche il primo presidente dell'azienda. Nel marzo 1998 quell'incarico (oltre a quello di amministratore delegato) è ricoperto da Meg Whitman che continuerà a dirigere l'azienda fino al gennaio del 2008.
Nel settembre 1998 eBay lancia un'offerta pubblica (IPO) di grande successo, facendo diventare miliardario Omidyar. Uno dei primi suoi investimenti è nel Montage Resort and Spa a Laguna Beach, in California. Sempre nel 1998 Omidyar inizia una nuova fase della sua vita, dedicata alla filantropia: fonda assieme alla moglie Pamela una società di investimento filantropico,  Omidyar Foundation, per finanziare progetti di enti e organizzazioni no-profit. Sei anni più tardi i due coniugi decidono di estendere ulteriormente le loro operazioni benefiche per migliorare la vita della gente, fondando la Omidyar Network. Investendo (nel luglio 2008 i 178 milioni di azioni su eBay di Omidyar valevano circa 4,45 miliardi di dollari) più di 992 milioni di dollari. Nel 2010 lui e sua moglie hanno dato vita, insieme a Richard Branson e la Nduna Foundation (fondata da Amy Robbins), a Enterprise Zimbabwe.
Nel 2014 investe anche in imprese giornalistiche fondando First Look Media, un'organizzazione in difesa della libertà di stampa e di espressione. Crea anche il sito di giornalismo investigativo The Intercept e costituisce il Fondo per la difesa della stampa libera destinato a sostenere le spese legali dei giornalisti messi sotto tiro per le loro denunce. First Look Media ha anche co-finanziato "Il caso Spotlight" (si racconta la storia dell'inchiesta del Boston Globe sui preti cattolici pedofili) vincitore dell'Oscar 2018 come miglior film.

## Riconoscimenti
Nel 2011 Pierre Omidyar venne premiato con la Carnegie Medal of Philanthropy per il grande impatto sociale e culturale delle sue attività filantropiche.

## Vita privata
Omidyar e la moglie, Pamela Kerr, vivono ad Honolulu, alle Hawaii. Hanno proprietà ad Henderson, nel Nevada, nel sud della California e stanno costruendo immobili a Cabo San Lucas, in Messico.